# Aurivilliola nigripalpis
Aurivilliola nigripalpis is een hooiwagen uit de familie Sclerosomatidae. De wetenschappelijke naam van Aurivilliola nigripalpis gaat terug op Roewer.